# Aassee
Der Aassee (dänisch Aas Sø) ist ein Strandsee an der Eckernförder Bucht im Kreis Rendsburg-Eckernförde im deutschen Bundesland Schleswig-Holstein südöstlich des Guts Ludwigsburg in der Gemeinde Waabs. Der See ist ca. 21 ha groß.
An der südöstlichen Seite des Sees befindet sich der Campingplatz Gut Ludwigsburg.